# Schneckenkanker
Der Schneckenkanker (Ischyropsalis hellwigii, Syn.: Ischyropsalis hellwigi) ist die namensgebende Art der zu den Weberknechten gehörenden Familie der Schneckenkanker. Er ernährt sich überwiegend von Gehäuseschnecken, deren Gehäuse er mit seinen kräftigen Cheliceren aufbricht. Die Art hat ein großes Verbreitungsgebiet in Süd-, West- und Mitteleuropa, ist aber meist selten.

## Merkmale
Die Körperlänge der Weibchen beträgt 6,8–8,5 mm, die der Männchen 5,5–7,0 mm. Der Körper ist braun bis schwarz gefärbt, einteilig und oval geformt. Der Hinterleib ist relativ kräftig, plump und mit Querrillen gezeichnet. Ältere Tiere sind gänzlich schwarz. Die beiden kleinen, punktförmigen Augen sitzen oberseits und liegen an den Seiten eines Augenhügels (Ocularium), der typisch für Weberknechte ist. Die kräftig ausgebildeten Cheliceren können über 10 mm lang werden und sind ausgebreitet immer länger als der Körper. Das Grundglied der Cheliceren ist bedornt, das dritte Glied der Cheliceren, die Chela, hat die Form einer Zange. Diese Zangen sind trotz ihrer geringen Größe sehr kräftig beim Aufbrechen von Schneckengehäusen. Die Pedipalpen sind stark mit Sinneshaaren besetzt. Die Beine sind relativ kurz für Weberknechte, aber dennoch relativ lang für Schneckenkanker und länger als der Körper. Sie sind meist dunkler als der Körper gefärbt, wobei die Tarsen und Metatarsen etwas heller sind. Die Tarsen sind in viele kleine Scheinglieder untergliedert, wodurch sich die Art gut an Pflanzen festhalten kann. Frisch gehäutete Tiere haben gelbe Beine mit schwarzen Mittelgliedern.

## Ähnliche Arten
In Mitteleuropa findet sich eine Reihe ähnlicher Arten, beispielsweise der kürzere Kleine Scherenkanker (Ischyropsalis carli). In Deutschland ist er nur im Allgäu zu finden und darüber hinaus im Alpenraum. Im südlichen Alpenraum ist zudem Ischyropsalis dentipalpis verbreitet, der auch in der Schweiz und Österreich lebt. Im südöstlichen Alpenraum und somit ebenfalls in Österreich kommen zudem die Arten Ischyropsalis hadzii und Ischyropsalis kollari vor. In Südeuropa ist die Artenvielfalt der Gattung größer als in Mitteleuropa und es kommen hier noch zahlreiche weitere Arten vor, die oftmals Höhlen bewohnen.

## Verbreitung, Lebensraum und Gefährdung
Die Nominatform des Schneckenkankers ist in Mitteleuropa verbreitet und bekannt aus folgenden Ländern: Deutschland, Österreich, Polen, Tschechien, Slowenien, Ungarn, Kroatien, Bosnien und Herzegowina sowie dem Norden Italiens. Im 19. Jahrhundert wurde die Art auch in Dänemark nachgewiesen. In Deutschland findet man sie in den zentralen, südlichen und südöstlichen Gebieten häufiger als im Nordwesten und fast nur östlich des Rheins. Vor allem in Baden-Württemberg, Hessen oder in den Grenzgebieten zu Tschechien wird die Art häufiger nachgewiesen. Die Unterart Ischyropsalis hellwigii lucantei kommt westlich davon vor, vom Kantabrischen Gebirge im Norden Spaniens über die westlichen Pyrenäen bis nach Frankreich. Sie lebt somit in einem disjunkten Teilareal, das abgegrenzt und weit entfernt vom Verbreitungsgebiet der Nominatform liegt.
Die Art bewohnt naturnahe Laubwälder, Mischwälder, Heiden und seltener Nadelwälder feuchtkühler Täler in Mittel- und Vorgebirgen sowie der Alpen und findet sich hier an Baumstümpfen, auf feuchtem Laub oder unter Moos, Totholz oder Steinen. Schneckenreiche Gebiete werden dabei bevorzugt. Die Art ist auf kühle Witterung und hohe Luftfeuchtigkeit angewiesen und kann ohne dieses Mikroklima nicht lange überleben. Es ist gut möglich, dass es sich bei der Art sowie der ganzen Gattung um Reliktarten handelt, die in den Kaltzeiten weiter verbreitet waren. Tagsüber ruhen die Tiere versteckt. Da für die Art zahlreiche Versteckmöglichkeiten notwendig sind, lebt sie nur in naturnahen Wäldern und kann als „Kulturflüchter“ bezeichnet werden. Die Art ist nicht häufig, selbst bei Vorkommen nur in geringer Dichte vorhanden und generell schwierig zu finden. In Deutschland steht sie auf der Vorwarnliste der Roten Liste gefährdeter Arten, in Österreich gilt sie als gefährdet.

## Lebensweise
Die dämmerungs- und nachtaktiven Schneckenkanker haben sich ähnlich wie die Brettkanker auf Nackt- und Gehäuseschnecken spezialisiert, beispielsweise die Gattung Cernuella. Mit einer Zange der Cheliceren wird dabei der Mündungsrand des Gehäuses festgehalten, während mit der anderen Zange das Gehäuse Stück für Stück aufgebrochen wird. Aus dem freigelegten Weichkörper der Schnecke werden dann nach und nach Stücke herausgerissen und verzehrt. Adulte Exemplare werden meist zwischen Juli und Oktober angetroffen. Bei der Balz werden vom Männchen Sekrete mit Pheromonen aus den Drüsen der Cheliceren freigesetzt, die die Weibchen wahrnehmen. Die Paarung kann wenige Sekunden bis einige Minuten dauern und mehrmals wiederholt werden. Die Partner stehen dabei Kopf an Kopf einander gegenüber. Das Männchen betrillert mit den Tarsen der beiden vorderen Beinpaare das Weibchen, das mit seiner Mundöffnung das Drüsenfeld oben auf dem basalen Glied der Cheliceren des Männchens berührt. Das Männchen schiebt nun sein langes, in einer Spalte unter dem Bauchschild erscheinendes Begattungsglied in die an gleicher Stelle bei dem Weibchen liegende Geschlechtsöffnung. Im Spätsommer legen die Weibchen ihre Eier mit einer langen, biegsamen Legeröhre in gallertartigen Kugeln meist unter Holzstücken oder im Erdboden ab. Die Nachkommen schlüpfen manchmal noch im Herbst, meist aber erst im folgenden Frühjahr. Ischyropsalis hellwigi lebt weniger als ein Jahr lang.

## Taxonomie
Das Basionym der Art lautet Phalangium hellwigi, ein anderes Synonym der Art Ischyropsalis taunica Müller. Benannt wurde die Art nach Johann Christian Ludwig Hellwig. Die Art wird in die Unterarten Ischyropsalis hellwigii hellwigii und Ischyropsalis hellwigii lucantei Simon 1879 unterteilt.